# Embleem van Wit-Rusland
Het embleem van Wit-Rusland (Wit-Russisch: Дзяржаўны герб Рэспублікі Беларусь; Russisch: Государственный герб Республики Беларусь) is het nationale symbool van Wit-Rusland en verving in 1995 het vorige symbool. Dat vorige symbool was een wapen, terwijl het huidige symbool een embleem is omdat het niet aan de eisen van de heraldiek voldoet.
Het embleem is rond en toont in het midden in groen de contouren van het Wit-Russische grondgebied te midden van zonnestralen. Deze stralen schijnen vanaf de opkomende zon eronder. De randen worden gevormd door tarweaar met bloemen en klaver, die in een lint in de kleuren van de Wit-Russische vlag gewikkeld zijn. Op het lint staat de tekst: Рэспубліка Беларусь, Respoeblika Belaroesija ("Republiek Wit-Rusland"). Bovenin staat een rode ster.
Het embleem is afgeleid van het embleem van de Wit-Russische SSR uit 1950 en werd door het Wit-Russisch referendum van 1995 in gebruik genomen, tegelijk met een nieuwe nationale vlag.

## Historische wapens en emblemen

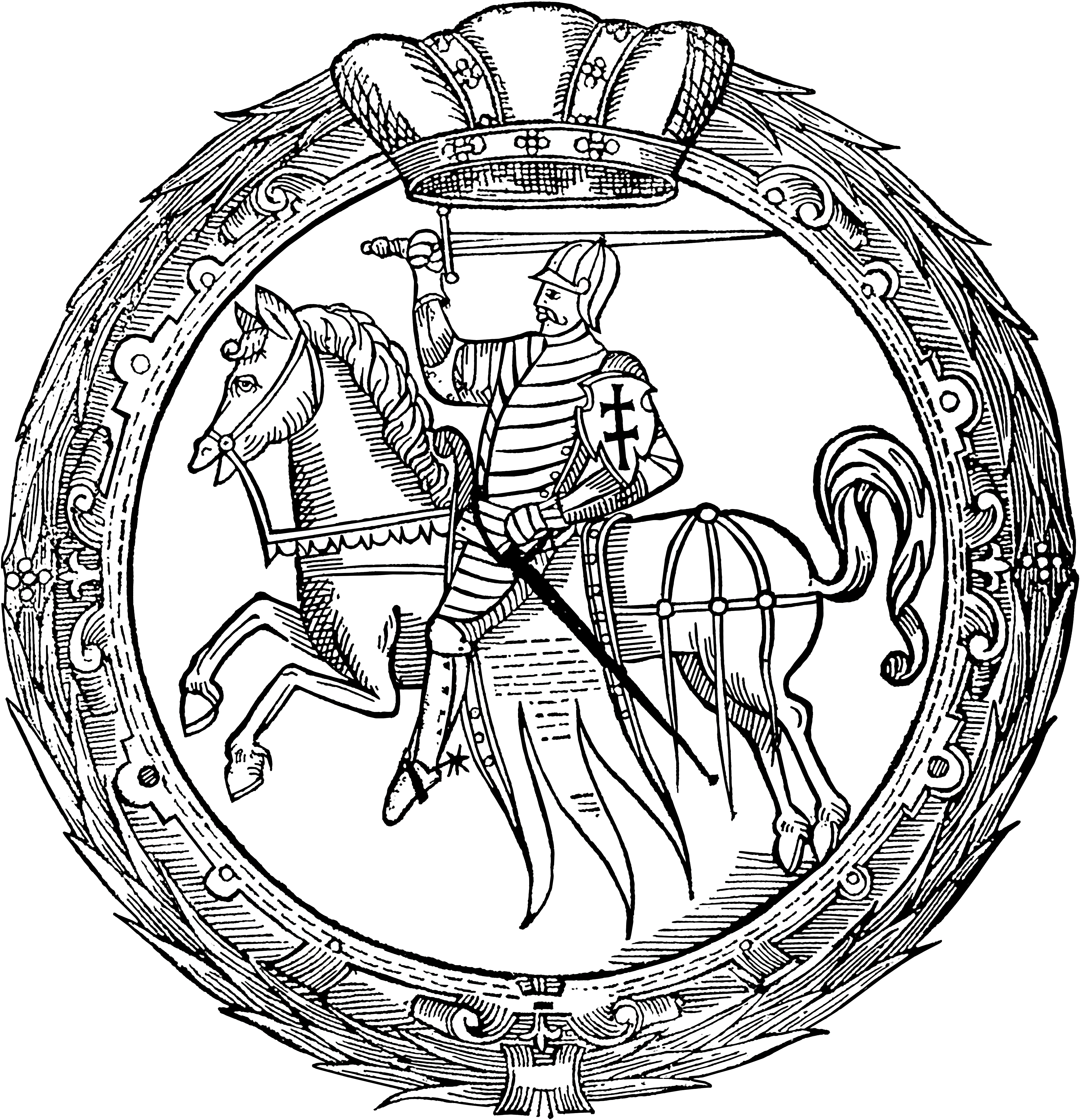
1588
1882
1918
1950
1919— 1927
1981— 1991
1991— 1995

Albanië · Andorra · Azerbeidzjan · België · Bosnië en Herzegovina · Bulgarije · Denemarken · Duitsland · Estland · Finland · Frankrijk · Georgië · Griekenland · Hongarije · Ierland · IJsland · Italië · Kosovo · Kroatië · Letland · Liechtenstein · Litouwen · Luxemburg · Malta · Moldavië · Monaco · Montenegro · Nederland · Noord-Macedonië · Noorwegen · Oekraïne · Oostenrijk · Polen · Portugal · Roemenië · Rusland · San Marino · Servië · Slovenië · Slowakije · Spanje · Transnistrië · Tsjechië · Turkije · Vaticaanstad · Verenigd Koninkrijk · Wit-Rusland · Zweden · Zwitserland

Afhankelijke gebieden: Åland · Faeröer · Gibraltar · Guernsey · Jersey · Man

Betwiste gebieden: Abchazië · Adzjarië